# Mikael Granskog
Mikael Granskog (* 26. März 1961 in Mariehamn) ist ein ehemaliger finnischer Fußballspieler und derzeitiger -funktionär.

## Sportlicher Werdegang
Granskog entstammt der Jugend von IFK Mariehamn, für den er auch seine ersten Spielzeiten im Erwachsenenfußball bestritt. Vor der Spielzeit 1981 wechselte der Abwehrspieler nach Schweden zum IFK Norrköping in die Allsvenskan. Dort war er unter Trainer Bo Axberg Stammspieler in der Mannschaft, die sich am Saisonende als Tabellendritter für den UEFA-Pokal 1982/83 qualifizierte. Dort erreichte die Mannschaft die zweite Runde, in der sie erst im Elfmeterschießen an der AS Rom scheiterte. Parallel geriet sie in der Meisterschaft in den Abstiegskampf und musste als Drittletzter in die Relegation. Nach einer 0:2-Hinspielniederlage gegen BK Häcken bedeutete der 1:0-Rückspielsieg den Abstieg in die Zweitklassigkeit. Dort rückte er unter dem neuen Trainer Lars-Göran Qwist ins zweite Glied und war mit nur neun Spieleinsätzen am Gewinn der Zweitligameisterschaft in der Nordstaffel vor Djurgårdens IF beteiligt, in den anschließenden Aufstiegsspielen kam er nicht zum Einsatz. Auch in der Spielzeit 1984, in der der Aufsteiger die letztlich gegen IFK Göteborg verlorenen Meisterschaftsendspiele erreichte, war er nur Ergänzungsspieler. Erst als Kent Karlsson zur folgenden Spielzeit das Traineramt übernahm, bestritt er wieder mehr als die Hälfte der Ligaspiele, dennoch verabschiedete er sich nach Ende der Spielzeit 1986 nach 81 Ligaspielen, 72 davon in der Allsvenskan, vom IFK Norrköping. Zunächst bestritt Granskog eine Spielzeit beim schwedischen Zweitligisten Väsby IK, anschließend war er für den Amateurklub Bollstanäs SK aktiv. Ab 1990 war er wieder in Finnland aktiv, wo er nach einer Spielzeit bei Östernäs IFK zwischen 1991 und seinem Karriereende 1995 nochmals für IFK Mariehamn auflief.
Zwischen 1982 und 1986 bestritt Granskog, der zuvor bereits für diverse Nachwuchsnationalmannschaften gespielt hatte, 24 Länderspiele für die finnische Nationalmannschaft.
Während seiner Zeit beim IFK Norrköping studierte Granskog an der Universität Linköping, wo er 1985 als Bachelor of Business Administration graduierte. Ab 1987 konzentrierte Granskog sich hauptberuflich vornehmlich auf seine Karriere im Bankensektor, dabei war er nach seiner Rückkehr nach Finnland ab dem Herbst 1989 zunächst für die Andelsbanken för Åland tätig. 1997 wechselte er zu Nordea. Parallel engagierte er sich als Funktionär bei seinem Heimatverein IFK Mariehamn, im Oktober 2009 trat er nach fünf Jahren im Amt als Vorstandsvorsitzender zurück. Er blieb jedoch dem Vorstand als Verantwortlicher für den Nachwuchsbereich erhalten.